# Chrysopathes formosa
Chrysopathes formosa är en korallart som beskrevs av Opresko 2003. Chrysopathes formosa ingår i släktet Chrysopathes och familjen Cladopathidae. Inga underarter finns listade i Catalogue of Life.